# Polonia en los Juegos Olímpicos de Lillehammer 1994
Polonia estuvo representada en los Juegos Olímpicos de Lillehammer 1994 por un total de 28 deportistas que compitieron en 8 deportes.  
El portador de la bandera en la ceremonia de apertura fue el biatleta Tomasz Sikora. El equipo olímpico polaco no obtuvo ninguna medalla en estos Juegos.